# Nokia 6255i
Il Nokia 6255i è un telefono prodotto dall'azienda finlandese Nokia e messo in commercio nel 2005.

## Caratteristiche
- Dimensioni: 85 x 47 x 25 mm.
- Massa: 125 g
- Risoluzione display interno: 128 x 160 pixel a 65 536 colori
- Risoluzione display esterno: 96 x 65 pixel a 4 096 colori
- Durata batteria in conversazione: 3.2 ore
- Durata batteria in standby: 264 ore (11 giorni)
- Fotocamera: 0.3 megapixel
- Bluetooth, infrarossi e USB

## Kit d'acquisto
- Batteria standard
- Caricabatteria
- Manuale d'uso.